# Single numer jeden w roku 2009 (Węgry)
2009 – jedenasty rok, w którym było prowadzone zestawienie najlepiej sprzedających się singli na Węgrzech. Lista była tworzona na podstawie wyników sprzedaży nośników fizycznych oraz digital download.

## Historia notowania
| Data publikacji | Utwór                | Wykonawca                               | Źródło |
| --------------- | -------------------- | --------------------------------------- | ------ |
| 29 grudnia      | „Negyven”            | Ákos                                    | [ 2 ]  |
| 5 stycznia      | „Negyven”            | Ákos                                    | [ 3 ]  |
| 12 stycznia     | „Negyven”            | Ákos                                    | [ 4 ]  |
| 19 stycznia     | „Negyven”            | Ákos                                    | [ 5 ]  |
| 26 stycznia     | „Negyven”            | Ákos                                    | [ 6 ]  |
| 2 lutego        | „Negyven”            | Ákos                                    | [ 7 ]  |
| 9 lutego        | „Negyven”            | Ákos                                    | [ 8 ]  |
| 16 lutego       | „Negyven”            | Ákos                                    | [ 9 ]  |
| 23 lutego       | „Negyven”            | Ákos                                    | [ 10 ] |
| 2 marca         | „Negyven”            | Ákos                                    | [ 11 ] |
| 9 marca         | „Negyven”            | Ákos                                    | [ 12 ] |
| 16 marca        | „Negyven”            | Ákos                                    | [ 13 ] |
| 23 marca        | „Negyven”            | Ákos                                    | [ 14 ] |
| 30 marca        | „Ajjajjaj”           | Quimby                                  | [ 15 ] |
| 6 kwietnia      | „Negyven”            | Ákos                                    | [ 16 ] |
| 13 kwietnia     | „Ajjajjaj”           | Quimby                                  | [ 17 ] |
| 20 kwietnia     | „Ajjajjaj”           | Quimby                                  | [ 18 ] |
| 27 kwietnia     | „Gumicukor”          | Ákos                                    | [ 19 ] |
| 4 maja          | „Gumicukor”          | Ákos                                    | [ 20 ] |
| 11 maja         | „Ajjajjaj”           | Quimby                                  | [ 21 ] |
| 18 maja         | „Gumicukor”          | Ákos                                    | [ 22 ] |
| 25 maja         | „Gumicukor”          | Ákos                                    | [ 23 ] |
| 1 czerwca       | „Gumicukor”          | Ákos                                    | [ 24 ] |
| 8 czerwca       | „Ajjajjaj”           | Quimby                                  | [ 25 ] |
| 15 czerwca      | „Ajjajjaj”           | Quimby                                  | [ 26 ] |
| 22 czerwca      | „Gumicukor”          | Ákos                                    | [ 27 ] |
| 29 czerwca      | „Ajjajjaj”           | Quimby                                  | [ 28 ] |
| 6 lipca         | „Gumicukor”          | Ákos                                    | [ 29 ] |
| 13 lipca        | „Ajjajjaj”           | Quimby                                  | [ 30 ] |
| 20 lipca        | „Ajjajjaj”           | Quimby                                  | [ 31 ] |
| 27 lipca        | „Gumicukor”          | Ákos                                    | [ 32 ] |
| 3 sierpnia      | „Zsindelyes kóstoló” | StarMachine feat. Érpataki Asszonykórus | [ 33 ] |
| 10 sierpnia     | „Zsindelyes kóstoló” | StarMachine feat. Érpataki Asszonykórus | [ 34 ] |
| 17 sierpnia     | „Zsindelyes kóstoló” | StarMachine feat. Érpataki Asszonykórus | [ 35 ] |
| 24 sierpnia     | „Zsindelyes kóstoló” | StarMachine feat. Érpataki Asszonykórus | [ 36 ] |
| 31 sierpnia     | „Zsindelyes kóstoló” | StarMachine feat. Érpataki Asszonykórus | [ 37 ] |
| 7 września      | „Ajjajjaj”           | Quimby                                  | [ 38 ] |
| 14 września     | „Bánat utca”         | Holdviola                               | [ 39 ] |
| 21 września     | „Bánat utca”         | Holdviola                               | [ 40 ] |
| 28 września     | „Bánat utca”         | Holdviola                               | [ 41 ] |
| 5 października  | „Bánat utca”         | Holdviola                               | [ 42 ] |
| 12 października | „Bánat utca”         | Holdviola                               | [ 43 ] |
| 19 października | „Bánat utca”         | Holdviola                               | [ 44 ] |
| 26 października | „Bánat utca”         | Holdviola                               | [ 45 ] |
| 2 listopada     | „Bánat utca”         | Holdviola                               | [ 46 ] |
| 9 listopada     | „Bánat utca”         | Holdviola                               | [ 47 ] |
| 16 listopada    | „Bánat utca”         | Holdviola                               | [ 48 ] |
| 23 listopada    | „Bánat utca”         | Holdviola                               | [ 49 ] |
| 30 listopada    | „Ajjajjaj”           | Quimby                                  | [ 50 ] |
| 7 grudnia       | „Bánat utca”         | Holdviola                               | [ 51 ] |
| 14 grudnia      | „Bánat utca”         | Holdviola                               | [ 52 ] |
| 21 grudnia      | „Bánat utca”         | Holdviola                               | [ 53 ] |
| 28 grudnia      | „Bánat utca”         | Holdviola                               | [ 54 ] |